# Червона Книга з Хергеста
Червона Книга Герґеста (валл. Llyfr Coch Hergest) — рукопис, що сягав середньоваллійского періоду історії валлійської мови. Складена в кінці XIV або початку XV століття (найімовірніше, між 1382 і 1412 роками). Зараз знаходиться в бібліотеці Джізус-Коледжу в Оксфорді.

## Короткий опис
Своєю назвою книга зобов'язана власній обкладинці з червоної шкіри і тому, що довгий час перебувала в маєтку Плас-Герґест в Герефордширі. До Оксфорда вона потрапила в 1701 році, коли її передав преподобний Томас Вілкінс.
У Червоній Книзі міститься цикл повістей, відомий як «Мабіногіон» («Пуйлл, володар Діведа», «Бранвен, дочка Лліра», «Манавідан, син Лліра», «Мат, син Матонуї»), а також супутні йому переклади французьких романів (такі як «Передур, син Еврауга») та оригінальні твори («Сон Макс», «Ллід і Ллевеліс»). Весь цей цикл (іноді не зовсім вірно званий «Мабіногіон») зберігся також у Білій Книзі Рідерха. Крім того, в Червоній Книзі збереглися історичні та літературні тексти (включаючи Brut y Tywysogion, валлійську хроніку, написану як продовження «Історії королів Британії» Гальфрида Монмутського), придворну поезію XII-XIII століть та медичний трактат, приписуваний Ріваллону Ведігу («Лікарю»).
Іноді стверджується, ніби Дж. Р.Р. Толкін запозичив назву своєї Криваво-червоної книги від Червоної Книги з Герґеста, але насправді невідомо, чи так це: в опублікованих паперах Толкіна ніяких вказівок на цей рахунок не міститься.